# Песчанское сельское поселение (Забайкальский край)
Песчанское се́льское поселе́ние — муниципальное образование в Петровск-Забайкальском районе Забайкальского края Российской Федерации.
Административный центр — село Пески.

## История
Статус и границы сельского поселения установлены Законом Читинской области от 19 мая 2004 года «Об установлении границ, наименований вновь образованных муниципальных образований и наделении их статусом сельского, городского поселения в Читинской области».

## Население
| 2010 | 2011 | 2012 | 2013 | 2014 | 2015 | 2016 |
| ---- | ---- | ---- | ---- | ---- | ---- | ---- |
| 846  | ↘844 | ↘808 | ↘792 | ↘779 | ↘760 | ↘750 |
| 2017 | 2018 | 2019 | 2020 | 2021 |      |      |
| ↘740 | ↘739 | ↘722 | ↘700 | ↘508 |      |      |

## Состав сельского поселения
| № | Населённый пункт | Тип населённого пункта       | Население |
| - | ---------------- | ---------------------------- | --------- |
| 1 | Красная Долина   | село                         | ↘133      |
| 2 | Новая Зардама    | село                         | ↘103      |
| 3 | Пески            | село, административный центр | ↘433      |
| 4 | Старая Зардама   | село                         | ↘4        |